# Juárez Celman megye
Juárez Celman egy megye Argentínában, Córdoba tartományban. A megye székhelye La Carlota.

## Települések
Önkormányzatok és települések (Municipios y comunas)
- Alejandro Roca
- Assunta
- Bengolea
- Carnerillo
- Charras
- El Rastreador
- General Cabrera
- General Deheza
- Huanchilla
- La Carlota
- Los Cisnes
- Olaeta
- Pacheco de Melo
- Paso del Durazno
- Reducción
- Santa Eufemia
- Ucacha